# الکساندر رینگ
الکساندر رینگ (فنلاندی: Alexander Ring؛ زادهٔ ۹ آوریل ۱۹۹۱) بازیکن فوتبال اهل فنلاند است.
از باشگاه‌هایی که در آن بازی کرده‌است می‌توان به باشگاه فوتبال هلسینکی، باشگاه فوتبال آستین، باشگاه فوتبال بروسیا مونشن‌گلادباخ، باشگاه فوتبال کایزرسلاوترن، باشگاه فوتبال تامپره یونایتد، و باشگاه فوتبال نیویورک سیتی اشاره کرد.
وی همچنین در تیم‌های ملی فوتبال زیر ۲۱ سال فنلاند و فنلاند بازی کرده‌است.